# Shilling kényan
Pour les articles homonymes, voir Kes.
Le shilling kényan est la devise officielle du Kenya depuis le 14 septembre 1966, date à laquelle il a remplacé le shilling est-africain à parité égale. Le code du shilling kényan est KES suivant la norme ISO 4217. Son symbole monétaire est KSh.
Il est divisé en 100 cents.

## Pièces et billets

Galerie de pièces et billets en shillings kényans
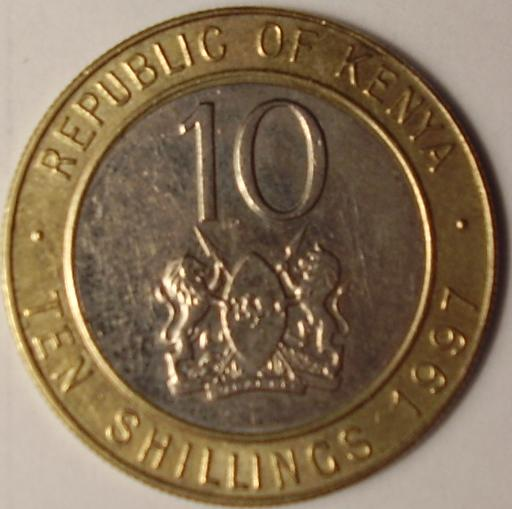
Pièce de 10 shillings
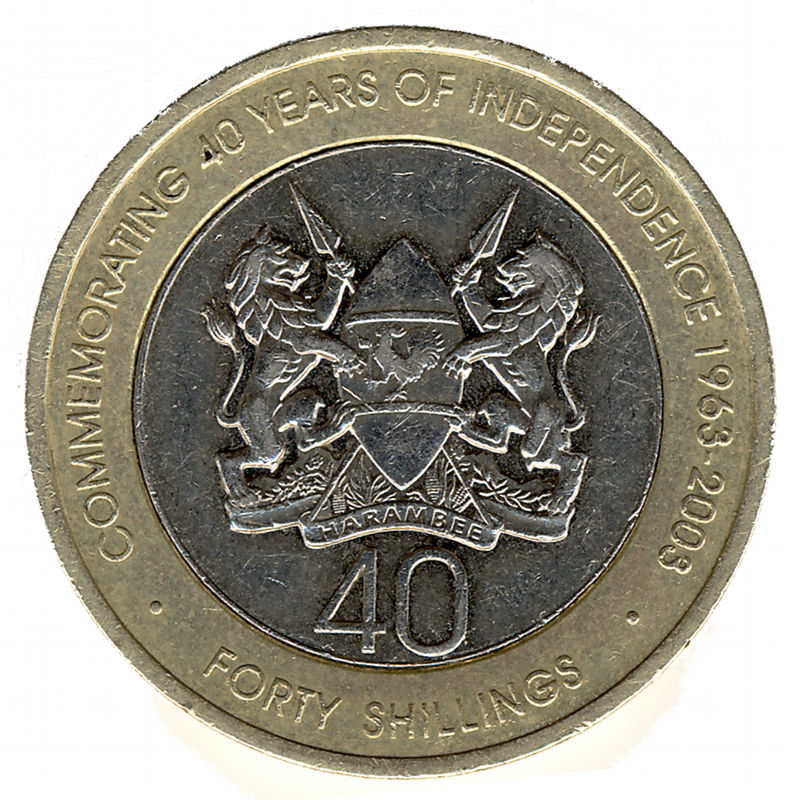
Pièce de 40 shillings
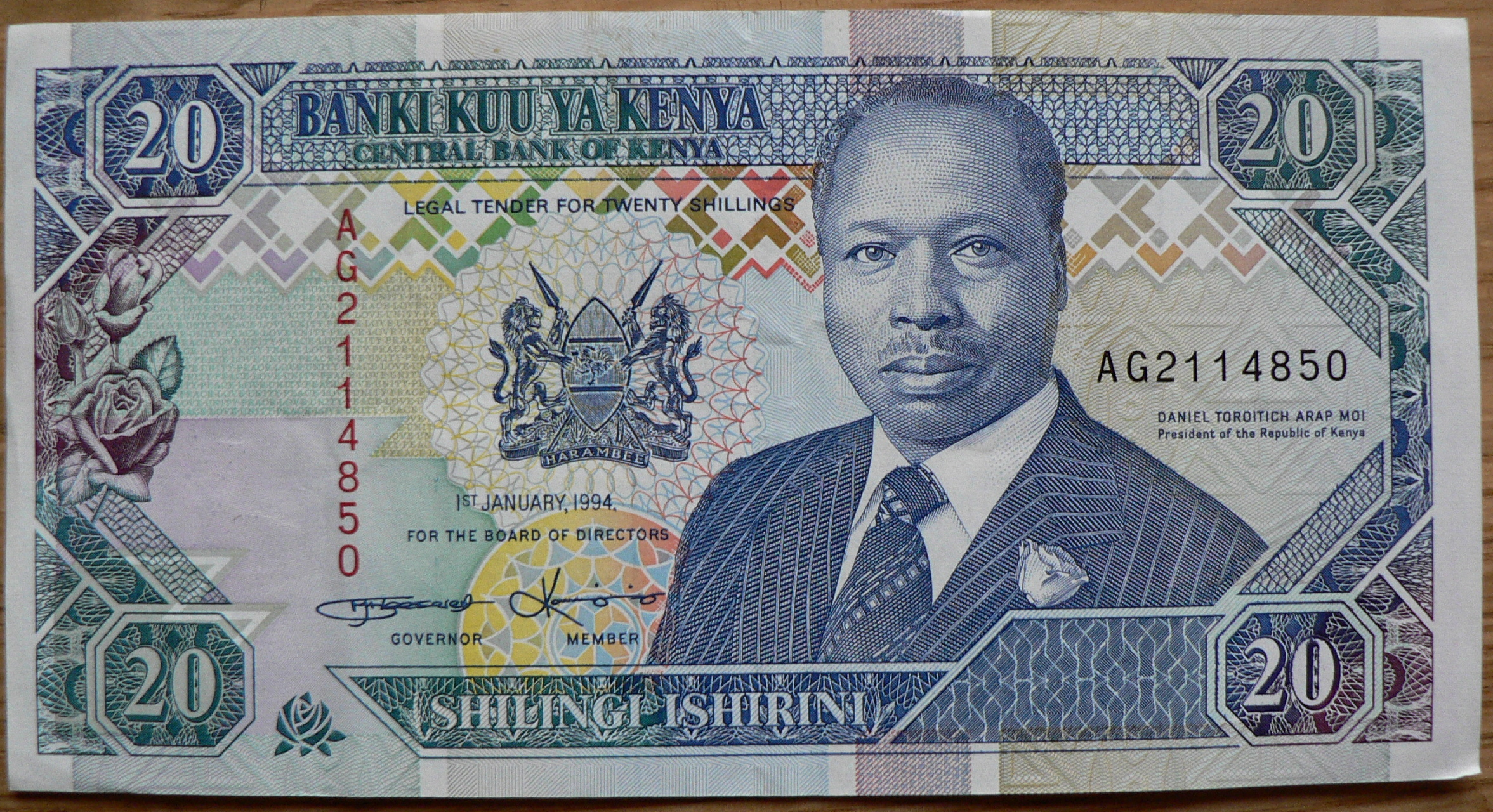
Billet de 20 shillings
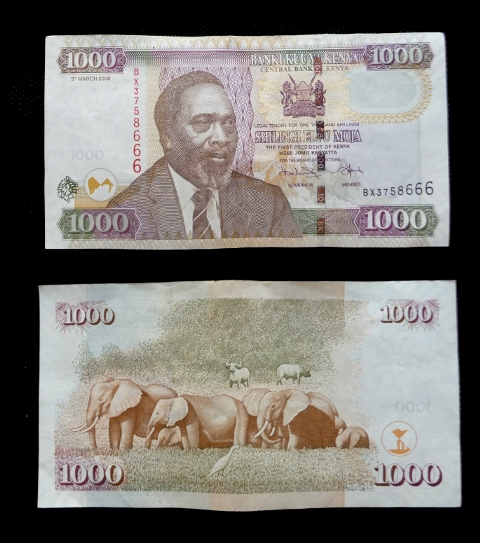
Billet de 1 000 shillings